# South Woodbury
South Woodbury  è una township degli Stati Uniti d'America, nella contea di Bedford nello Stato della Pennsylvania. Secondo il censimento del 2000 la popolazione è di 2.000 abitanti.

## Società

### Evoluzione demografica
La composizione etnica vede una maggioranza della razza bianca (99,45%) seguita da quella degli asiatici (0,10%), dati del 2000.
| township di South Woodbury Popolazione |       |
| 2000                                   | 2.000 |
| Stima al 2009                          | 2.080 |